# 阿西夫·马哈拉莫夫
阿西夫·马哈拉莫夫（Asif Maharammov，1952年6月26日—1994年7月1日），又名弗瑞德·阿西夫（Fred Asif），是一名阿塞拜疆军事将领、陆军中校。他因在第一次纳戈尔诺-卡拉巴赫战争中身亡，而被追授为阿塞拜疆国家英雄。

## 生平
马哈拉莫夫出生于阿塞拜疆阿格达姆的一个工人家庭。因从小就喜爱英国摇滚乐队“弗瑞德语录”，他也有一个“弗瑞德”的绰号。在当地阿格达姆学校毕业后，他因家贫所困无法坚持自己的法学家梦想，迫于生计在一家电气制造厂担任司机。
黑色一月大屠杀爆发后，马哈拉莫夫组建了自卫团，并亲自指挥部队展开守土行动。1992年第一次纳戈尔诺-卡拉巴赫战争爆发，同年3月7日，他担任859地雷探测部队的指挥，并率部队从亚美尼亚手中夺回阿兰赞、皮卡马尔、达赫拉兹等村庄。1992年6月24日，他在纳克赛尔村的战斗中身受重伤，伤势见好后他立即重返战场。1993年10月27日，他的健康状况恶化，被迫退出战斗。

## 去世
马哈拉莫夫因感染肺结核未能康复，死于雅尔塔。他被追授为阿塞拜疆国家英雄，并埋葬于巴库烈士长廊。他所在的营、巴库的一条街道，以及一个慈善基金会均以他命名。

## 相关
- 第一次纳戈尔诺-卡拉巴赫战争